# 蔡瑋
蔡瑋（?—?），浙江省嘉興府桐鄉縣人，清朝政治人物、進士出身。
光緒二十四年（1898年），参加光緒戊戌科殿試，登進士二甲99名。同年五月，以主事分部学习。
蔡瑋也可以指： 臺灣教育學者，政治立場傾向藍營.